# Cerasma cairon
Cerasma cairon là một loài Trichoptera trong họ Sericostomatidae. Chúng phân bố ở miền Cổ bắc.